# Babbur, Hiriyur
Babbur là một làng thuộc tehsil Hiriyur, huyện Chitradurga, bang Karnataka, Ấn Độ.